# Cauchyscher Hauptwert
Als cauchyschen Hauptwert (nach Augustin-Louis Cauchy) bezeichnet man im mathematischen Teilgebiet der Analysis den Wert, den man einem divergenten Integral zuordnen kann, wenn sich divergente Teile verschiedenen Vorzeichens gegenseitig aufheben.

## Definition
Es gibt zwei unterschiedliche Fälle, in denen man von einem cauchyschen Hauptwert spricht:
- Seien {\displaystyle -\infty <a<b<\infty } und {\displaystyle c\in {]a,b[}}. Die Funktion {\displaystyle f\colon {[a,c[}\cup {]c,b]}\to \mathbb {R} } sei auf allen Intervallen der Form {\displaystyle [a,c-\epsilon ]} und {\displaystyle [c+\epsilon ,b]} mit {\displaystyle a<c-\epsilon <c<c+\epsilon <b} Riemann-integrierbar. Existiert dann der Grenzwert

{\displaystyle \lim _{\epsilon \rightarrow 0^{+}}\left(\int _{a}^{c-\epsilon }f(x)\,\mathrm {d} x+\int _{c+\epsilon }^{b}f(x)\,\mathrm {d} x\right),}
so nennt man ihn den cauchyschen Hauptwert von {\displaystyle \int _{a}^{b}f(x)\,\mathrm {d} x} und schreibt dafür {\displaystyle \operatorname {CH} \int _{a}^{b}f(x)\,\mathrm {d} x}.
- Sei {\displaystyle f\colon \mathbb {R} \to \mathbb {R} } eine Funktion, die auf jedem Intervall {\displaystyle [-R,R]} Riemann-integrierbar ist. Existiert der Grenzwert

{\displaystyle \lim _{R\rightarrow \infty }\int _{-R}^{R}f(x)\,\mathrm {d} x,}
so heißt er cauchyscher Hauptwert von {\displaystyle \int _{-\infty }^{\infty }f(x)\,\mathrm {d} x} und man schreibt dafür {\displaystyle \operatorname {CH} \int _{-\infty }^{\infty }f(x)\,\mathrm {d} x}.
Es ist auch gebräuchlich, „v.p.“ (aus dem Franz. valeur principale) oder „p.v.“ (aus dem Engl. principal value) anstatt „CH“ zu schreiben.

## Beziehung zwischen cauchyschem Hauptwert und uneigentlichem Integral
Existiert ein Integral über {\displaystyle \mathbb {R} } im uneigentlichen Sinn, so existiert auch immer der cauchysche Hauptwert (nach der zweiten Definition) und diese beiden Werte stimmen überein.
Aus der Existenz des cauchyschen Hauptwertes folgt hingegen noch nicht die Existenz des uneigentlichen Integrals.

## Beispiel (CH 1/x)

Cauchyscher Hauptwert – Beispiel

Es wird das Integral {\displaystyle \textstyle \int _{-1}^{1}{\frac {1}{x}}\,\mathrm {d} x} untersucht. Der Integrand {\textstyle {\frac {1}{x}}} ist bei {\displaystyle x=0} (ein innerer Punkt des Integrationsbereichs {\displaystyle [-1,1]}) nicht definiert. Damit ist dieses Integral uneigentlich in {\displaystyle 0}. Die Aufteilung des Integrationsbereichs in {\displaystyle [-1,0[} und {\displaystyle ]0,1]} führt auf die uneigentlichen Integrale
{\displaystyle \int _{-1}^{0}{\frac {1}{x}}\,\mathrm {d} x\quad {\text{ und}}\quad \int _{0}^{1}{\frac {1}{x}}\,\mathrm {d} x,}
die beide divergieren. Dieses Integral existiert also nicht als uneigentliches Riemann-Integral, der cauchysche Hauptwert beträgt jedoch {\displaystyle 0}:
{\displaystyle \operatorname {CH} \int _{-1}^{1}{\frac {1}{x}}\,\mathrm {d} x=\lim _{\epsilon \rightarrow 0^{+}}\left(\int _{-1}^{-\epsilon }{\frac {1}{x}}\,\mathrm {d} x+\int _{\epsilon }^{1}{\frac {1}{x}}\,\mathrm {d} x\right)=\lim _{\epsilon \rightarrow 0^{+}}\left({\Big [}\ln(-x){\Big ]}_{-1}^{-\epsilon }+{\Big [}\ln(x){\Big ]}_{\epsilon }^{1}\right)=\lim _{\epsilon \rightarrow 0^{+}}(\ln(\epsilon )-\ln(\epsilon ))=0}
Dabei wurde im zweiten Schritt benutzt, dass {\displaystyle \ln(-x)} eine Stammfunktion von {\textstyle {\frac {1}{x}}} auf jedem Intervall {\displaystyle [-1,-\epsilon ]} und {\displaystyle \ln(x)} eine Stammfunktion von {\textstyle {\frac {1}{x}}} auf jedem Intervall {\displaystyle [\epsilon ,1]} ist (siehe Tabelle von Ableitungs- und Stammfunktionen).
Der Cauchy-Hauptwert ermöglicht es also, einem Integral, das weder im riemannschen Sinn noch im lebesgueschen Sinn existiert, einen Wert zuzuordnen.
Wenn {\displaystyle f} auf der reellen Achse stetig und nur auf einem beschränkten Intervall von null verschieden ist, existiert also insbesondere der Ausdruck {\displaystyle \textstyle \operatorname {CH} \int _{-\infty }^{+\infty }f(x){\frac {1}{x}}\,\mathrm {d} x}. Das heißt, dass {\displaystyle \operatorname {CH} {\tfrac {1}{x}}} wie die Delta-Distribution auch als Distribution verstanden werden kann.

## Substitution i. Allg. nicht erlaubt
Der Hauptwert eines Integrals bleibt jedoch im Allgemeinen nicht unter Substitution invariant. Wenn man etwa
die Funktion {\displaystyle \varphi } durch {\displaystyle \varphi (x)=x^{3}} für {\displaystyle x\leq 0} und {\displaystyle \varphi (x)=x^{2}} für {\displaystyle x\geq 0} definiert, so gilt zwar nach der Substitutionsregel
{\displaystyle \int _{\varphi (a)}^{\varphi (b)}{\frac {1}{t}}\,\mathrm {d} t=\int _{a}^{b}{\frac {1}{\varphi (x)}}\varphi '(x)\,\mathrm {d} x}
wann immer {\displaystyle 0<a\leq b} oder {\displaystyle a\leq b<0} gilt. Für {\displaystyle a<0<b} ist jedoch der Hauptwert des
linken Integrals eine endliche Zahl, der Hauptwert des rechten Integrals ist aber {\displaystyle -\infty }:
{\displaystyle \operatorname {CH} \int _{a^{3}}^{b^{2}}{\frac {1}{t}}\,\mathrm {d} t=\ln {\biggl |}{\frac {b^{2}}{a^{3}}}{\biggr |}}
{\displaystyle \operatorname {CH} \int _{a}^{b}{\frac {\varphi '(x)}{\varphi (x)}}\,\mathrm {d} x=\lim _{\varepsilon \to 0+}{\biggl (}\int _{a}^{-\varepsilon }{\frac {3x^{2}}{x^{3}}}\,\mathrm {d} x+\int _{\varepsilon }^{b}{\frac {2x}{x^{2}}}\,\mathrm {d} x{\biggr )}=\lim _{\varepsilon \to 0+}{\biggl (}\ln {\biggl |}{\frac {b^{2}}{a^{3}}}{\biggr |}+\ln \varepsilon {\biggr )}=-\infty }